# Mount Hurley
Mount Hurley är ett berg i Antarktis. Det ligger i Östantarktis. Australien gör anspråk på området. Toppen på Mount Hurley är 347 meter över havet.
Terrängen runt Mount Hurley är kuperad åt nordväst, men åt sydost är den platt. Trakten är obefolkad. Det finns inga samhällen i närheten.